# Hasloh
Hasloh er en by og en kommune i det nordlige Tyskland, beliggende under Kreis Pinneberg i den sydlige del af delstaten Slesvig-Holsten.

## Geografi
Hasloh ligger nord for Hamborg, vest for Norderstedt, øst for Pinneberg og syd for Quickborn.
Hasloh ligger ved Bundesstraße B 4 og mod øst snitter motorvejen A 7 kommunen. Jernbanen Hamburg-Altona–Neumünster går gennem byen. I den nordlige del af kommunen ligger den sydlige del af Naturschutzgebiet Holmmoor.

## Historie
Den første skriftlige omtale går tilbage til 1253, da landsbyen blev kaldt Herslo. Navnet går tilbage til en indo-europæisk ordstamme og betyder "sumpfuld, flad overflade". På den tid optrådte en Dominus Hartmannus de Herslo, Hr. Hartmann von Herslo, som vidne.
I det 16. århundrede hørte Hasloh ifølge det officielle amtsregister ved amtmand Clamer Heine til skovfogderiet (Waldvogtei) sammen med Lokstedt, Niendorf, Garstedt, Quickborn, Renzel, Winseldorf, Bönningstedt, Schnelsen og Hummelsbuettel.
Den 6. september 1971, umiddelbart efter start fra Hamburg Lufthavn, måtte et internationalt-fly med 121 personer om bord lande ved Hasloh på hovedvej 7. BAC One-Eleven kolliderede med en motorvejbro, hvorved 22 personer blev dræbt. Ud over rent demineraliseret vand blev yderligere petroleum tilfældigt fyldt ind i tanke til vandindsprøjtning for at øge motorens startkraft.